# Dmitrij Radčenko
Dmitrij Radčenko (Lenjingrad, 2. prosinca 1970.), bivši je ruski nogometaš i trener Zenitovih mlađih uzrasta.
Godine 1991. igrao je u polufinalu Kupa prvaka. Godine 1993. nastupao je u polufinalu Kupa pobjednika kupova.
Statistika u Hajduku
| Natjecanje        | Nastupi | Zgoditci |
| ----------------- | ------- | -------- |
| Prvenstvo         | 11      | 4        |
| Kup               | 4       | 0        |
| Superkup          | 0       | 0        |
| Međunarodne       | 2       | 0        |
| Splitski podsavez | 0       | 0        |
| Ukupno            | 17      | 4        |
| Prijateljske      | 7       | 4        |
| Sveukupno         | 24      | 8        |